# 윌리엄 마샬

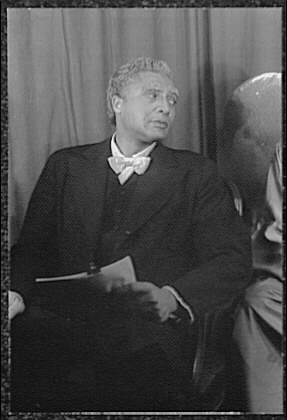
1951년 모습

윌리엄 마셜(William Marshall, 1924년 8월 19일 ~ 2003년 6월 11일)은 미국의 배우, 감독, 오페라 가수이다.
게리에서 태어났으며 로스앤젤레스에서 사망하였다. 사인은 알츠하이머병이다.

## 출연 작품

### 영화
- 드미트리우스와 검투사들 (1954)
- 0011 나폴레옹 솔로 - 구사일생 (1964)
- 보스톤 교살자 (1968)
- 홍키 (1971)
- 브라큐라 (1972)
- 브라큐라 2 (1973)
- 미합중국 최후의 날 (1977)
- 오델로 (1981)
- 아내의 반란 (1986)
- 킬러의 그림자 (1988)
- 매버릭 (1994)
- 저주받은 정사 (1995) - 존 역

### 텔레비전
- 첩보원 0011 (1964-67)
- 타잔 (1967)